# Sukabakti (Tarogong Kidul)
Sukabakti is een bestuurslaag in het regentschap Garut van de provincie West-Java, Indonesië. Sukabakti telt 3641 inwoners (volkstelling 2010).